# سیکو شیمکاج
سیکو شیمکاج (انگلیسی: Seiko Shimakage؛ زادهٔ ۱۶ فوریهٔ ۱۹۴۹) بازیکن والیبال اهل ژاپن است.